# Kompaniewirtschaft
Im 18. Jahrhundert wurden Armeen mittels der sogenannten Kompaniewirtschaft finanziert. Dabei erhielt der Hauptmann (Kompaniechef) vom jeweiligen Staat eine bestimmte Geldsumme (Pauschquantum), mit der er alle Ausgaben der Kompanie bestreiten musste. Die erwirtschafteten Einsparungen konnte er legal dem eigenen Vermögen zufließen lassen.
Zu den aus dem Pauschquantum zu bestreitenden Leistungen zählten:
- Verpflegungssatz,
- Uniformierung (große und kleine Montierung),
- Sold und Unterkunft jedes einzelnen Soldaten,
- die Anwerbung von „Ausländern“, also Nicht-Landeskindern deutscher wie nicht-deutscher Herkunft. Die Ausländer machten bis zu 50 % der Truppe, die Anwerbekosten (Spesen des Werbetrupps, Handgeld für den neuen Rekruten) konnten pro Soldat 100 Taler betragen und mehr.

In Preußen erhielt der Kompaniechef aus der Staatskasse monatlich drei Taler, fünf Groschen für jeden einfachen Soldaten (für Unteroffiziere war die Summe höher). Davon wurden zwei Taler direkt an den Soldaten als Sold ausbezahlt; ein Taler und fünf Groschen wurden als Nutzungsgebühr für die kleine Montierung (Hut, Halsband, Hemd, Hose, Strümpfe, Schuhe usw.) einbehalten. Die kleine Montierung ging nach Abbezahlung durch den Soldaten in dessen Besitz über, die große Montierung (Uniformrock und Mantel) blieb Eigentum der Kompanie.
Bevor ein Offizier eine Kompanie übernehmen konnte, musste er seinem Amtsvorgänger die vorab geleisteten Aufwendungen für Material und Bewaffnung (eiserner Bestand) ausbezahlen. Einem vermögenslosen Offizier war daher die Übernahme einer Kompanie selten möglich; bei entsprechender Eignung konnte er aber als Stabskapitän die Kompanie eines Stabsoffiziers übernehmen. Die von ihm erwirtschafteten Überschüsse flossen indes dem Kompanieinhaber zu, er selbst erhielt dagegen nur einen relativ geringen Sold.
Es lag ausschließlich an den  unternehmerischen Fähigkeiten des Kompanieinhabers, ob sich der Offiziersdienst für ihn zu einem Gewinn- oder Verlustgeschäft entwickelte. Zur Verminderung der Kosten gewährte der Kompaniechef Urlaubsscheine im großzügigen Maße. Besonders in der militärischen Ruhephase der kalten Jahreszeit bis etwa zum 21. März waren in vielen Armeen Europas nur wenige Mannschaften tatsächlich in ihrer Garnison. Die übrigen waren zu Hause oder anderenorts. Das hierdurch eingesparte Geld konnte der Kompaniechef für sich verbuchen.
Später erhielten die Kompaniechefs das Recht, einen Teil der Ausländer als sogenannte „Freiwächter“ zu beurlauben. Die Freiwächter durften sich nur in der Garnisonsstadt frei bewegen. Die beurlaubten Soldaten ließen im Allgemeinen größere Summen oder auch Wertgegenstände in der Obhut ihres Hauptmannes, der auf diese Weise durchaus Interesse an einem Wegbleiben (Desertion) seiner Leute hatte.
Mit den erwirtschafteten Überschüssen konnte der Kompaniechef ein sehr gutes Einkommen erzielen.
Aus diesem Grund blieb auch bis zum Beginn des 19. Jahrhunderts der Inhaber eines Regiments Inhaber der ersten Kompanie (Leibkompanie), sein Vertreter, der Oberstleutnant, blieb Inhaber der zweiten Kompanie und der dritte Stabsoffizier im Regiment, der  Major, blieb Inhaber der dritten Kompanie, um zusätzliche Einnahmen zu erhalten. Tatsächlich geführt wurden diese Kompanien von einem Stabshauptmann (s. o.). Der spätere Generalfeldmarschall von Gneisenau erzielte in der Zeit vor 1807 aus seiner Kompanie einen Reingewinn von jährlich 2.000 Talern, also etwa 20 Jahreslöhne eines gut verdienenden Handwerkers.
Mit der preußischen Heeresreform 1807 wurde die Kompaniewirtschaft in Preußen offiziell abgeschafft. Die bisher durch den Kompaniechef verantwortete Aufgabe der Bewirtschaftung ging damit auf die Militärbeamten über.